# 刘维明 (政治人物)
刘维明（1938年10月—），男，湖南宁乡人，中华人民共和国地方官员。中共第十一届、十二届中央候补委员。刘少奇的远房侄孙。

## 生平
1955年，刘维明在中学毕业后入湖南梅岭煤矿当工人。1958年加入中国共产党。梅岭煤矿划归广东省管理后，广东省在1964年成立梅岭矿务局，刘维明因此进入广东煤矿系统。1975年，担任广东省革委会副主任。1978年，任共青团中央书记处书记。1979年5月，任全国青联副主席、代主席。1985年返回广东任职，任任广东省人民政府党组成员、省体改委副主任、中共广东省委常委。1988年，任广东省副省长。1998年，当选广东省政协副主席。2007年，因被查出其任职期间，为子谋利，被罢免第十届全国人大代表资格。此前已开除党籍和公职。